# Cris Cab
Cris Cab, de son vrai nom Cristian Cabrerizo, est un chanteur américain, né le 21 janvier 1993 à Miami en Floride. Sa carrière prend un véritable tournant en 2014 avec le titre Liar Liar en collaboration avec Pharrell Williams. Ses chansons sont un mélange de reggae, pop, soul et RnB.

## Biographie
Cris Cab est né de parents cubains installés à Miami. Il commence la musique très jeune et à 14 ans effectue sa première session d'enregistrement en studio. À 14 ans, il est présenté au chanteur Pharrell Williams qui décide de devenir son mentor. 
Sa chanson Paradise on Earth est utilisée dans le jeu vidéo NBA 2K14.
Le 20 juin 2015, il présente dans l'émission de télévision française La Chanson de l'année, diffusée sur TF1, son nouveau single reprenant le titre de Sting Englishman in New York à l'occasion de la Fête de la musique, à Nîmes. Il apparaît également dans la saison 8 de l'émission française de téléréalité Les Anges : Pacific Dream diffusée en 2016 sur NRJ 12.
Il fait les premieres parties de Kendji Girac à Paris au palais des sports 
Le vendredi 13 mai 2016, il participe à la 3e édition de One FM Star Night à l'Arena de Genève.
Le dimanche 7 mai 2017, il se produit à Paris lors de la soirée de victoire électorale d’Emmanuel Macron devant le musée du Louvre. 

## Discographie

### EPs
- 2011 : Foreword
- 2012 : Echo Boom
- 2012 : Rise

### Mixtapes
- 2013 : Red Road

### Albums
- 2014 : Where I Belong

### Singles
- 2011 : Good Girls
- 2012 : Face to Face
- 2012 : Echo Boom (featuring Pharrell Williams)
- 2012 : Sh'e So Fly (featuring Wyclef Jean)
- 2012 : Good Girls (Don't Grow on Trees) (featuring Big Sean)
- 2012 : White Lingerie
- 2013 : When We Were Young
- 2013 : Another Love (feat. Wyclef Jean)
- 2013 : Colors (feat. Mike Posner)
- 2013 : Paradise (On Earth)
- 2014 : Liar Liar
- 2014 : Loves Me Not
- 2015 : Englishman in New York
- 2016 : Bada Bing (feat Youssoupha)
- 2016 : Paradise (feat Nehuda)
- 2016: Turn out the light (feat J Balvin)